# Aswan (guvernement)
23°35′N 32°49′Ø / 23.583°N 32.817°Ø
Aswan (arabisk: arabisk: أسوان) er en guvernement  der ligger langs Nilen i det Egypten. Dens hovedstad er byen Aswan.  Andre større byer er Idfu og Kom Ombo. Den grænser mod nord til guvernementet Qina, mod øst til  guvernementet al-Bahr al-ahmar, mod syd til Sudan og mod vest til guvernementet al-Wadi al-dschadid. I guvernementet ligger Aswandæmningen og Nassersøen. Den østlige del af guvernementet går ind i den Østlige ørken.

## Eksterne kilder og henvisninger
- Wikimedia Commons har flere filer relateret til Aswan (guvernement)
- Officiel side Arkiveret 15. december 2011 hos  Wayback Machine